# 1144 Oda
1144 Oda là một tiểu hành tinh ngoài rìa của vành đai chính bay quanh Mặt Trời. Approximately 58 kilometers in diameter, Nó hoàn thành một chu kỳ quay quanh Mặt Trời là 7 năm. Nó được phát hiện bởi Karl Wilhelm Reinmuth ngày 28 tháng 1 năm 1930. Reinmuth had discovered so many minor planets that he had trouble thinking of proper names for the numbered ones, và so he selected girl's names from the calendar Der Lahrer hinkende Bote. These names do not have any connections with his contemporaries. The asteroid's tên chỉ định was 1930 BJ.